# Rectitropis exclusa
Rectitropis exclusa är en insektsart som först beskrevs av Walker, F. 1870.  Rectitropis exclusa ingår i släktet Rectitropis och familjen gräshoppor. Inga underarter finns listade i Catalogue of Life.